# NGC 916
NGC 916 (również PGC 9245) – galaktyka spiralna (S), znajdująca się w gwiazdozbiorze Barana. Odkrył ją Albert Marth 5 września 1864 roku.